# Shakespeare and Company
Pour les articles homonymes, voir Shakespeare (homonymie).

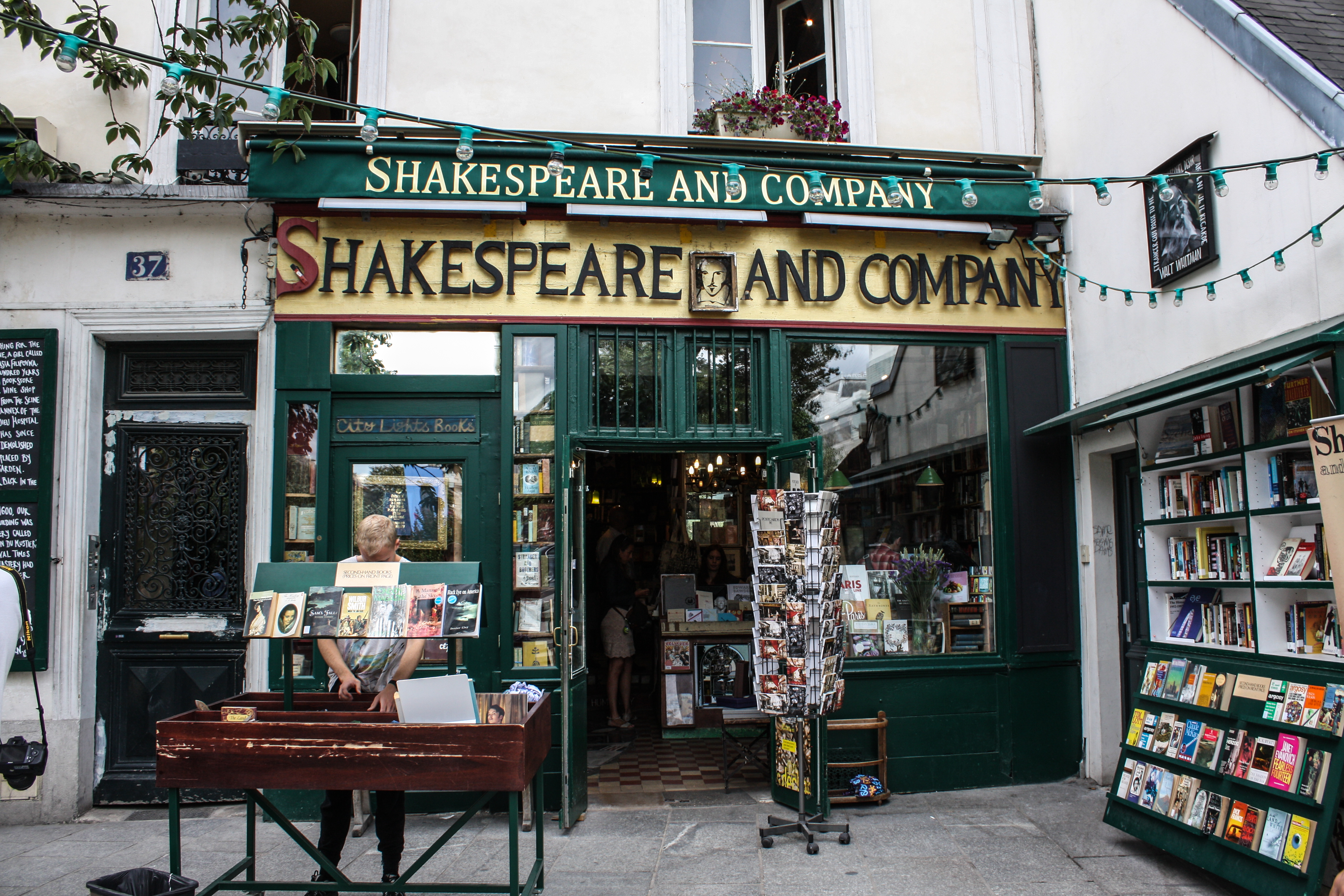
La librairie Shakespeare and Company en 2013.

Shakespeare and Company est une librairie indépendante située au 37 rue de la Bûcherie dans le 5e arrondissement de Paris. Elle sert à la fois de librairie et de bibliothèque spécialisée dans la littérature anglophone. L'étage sert aussi de refuge à des voyageurs (des « tumbleweeds »), hébergés en échange de quelques heures quotidiennes de travail dans la librairie.

## Histoire

### Sylvia Beach
Le nom Shakespeare and Company fut d'abord celui d'une librairie antérieure, fondée et dirigée par l'Américaine Sylvia Beach, et située au 8, rue Dupuytren (de 1919 à 1921), puis au 12, rue de l'Odéon (de mai 1921 à 1941). Cet établissement fut considéré pendant l'entre-deux-guerres comme le centre de la culture anglo-américaine à Paris. Il était souvent visité par des auteurs appartenant à la « Génération perdue », tels qu'Ernest Hemingway, Ezra Pound, F. Scott Fitzgerald, Gertrude Stein et James Joyce. Considéré comme étant de haute qualité, le contenu de la librairie reflétait les goûts littéraires de Sylvia Beach. Shakespeare and Company, tout comme ses habitués littéraires, sont continuellement mentionnés dans Paris est une fête d'Hemingway. Les clients pouvaient acheter ou emprunter des livres, comme le controversé L'Amant de lady Chatterley de D. H. Lawrence, interdit en Angleterre et aux États-Unis.
C'est Sylvia Beach qui a publié, en 1922, la première édition du livre de James Joyce, Ulysse, qui a par la suite été interdit aux États-Unis et en Angleterre. Shakespeare and Company publia plusieurs autres éditions d'Ulysse.
En avril 1927, la librairie devient l'éditeur-distributeur de la revue d'avant-garde Transition, fondée entre autres par Eugène Jolas.
Dans les années 1930, la librairie, en difficultés financières, obtient le soutien d'André Gide, qui crée les Amis de Shakespeare and Co. Il arrange notamment la venue à la librairie du fondateur de la Nouvelle Revue française Jean Schlumberger. Ce dernier fait à son tour venir Jean Paulhan. Elle reçoit également un soutien financier de riches Américaines, telles que Helena Rubinstein et Anne Morgan.
Cette première Shakespeare and Company fut fermée en décembre 1941 à cause de l'occupation allemande pendant la Seconde Guerre mondiale. Le magasin aurait été fermé parce que Sylvia Beach avait refusé de vendre le dernier exemplaire de Finnegans Wake de Joyce à un officier allemand. Le magasin de la rue de l'Odéon n'a jamais rouvert.

### George Whitman

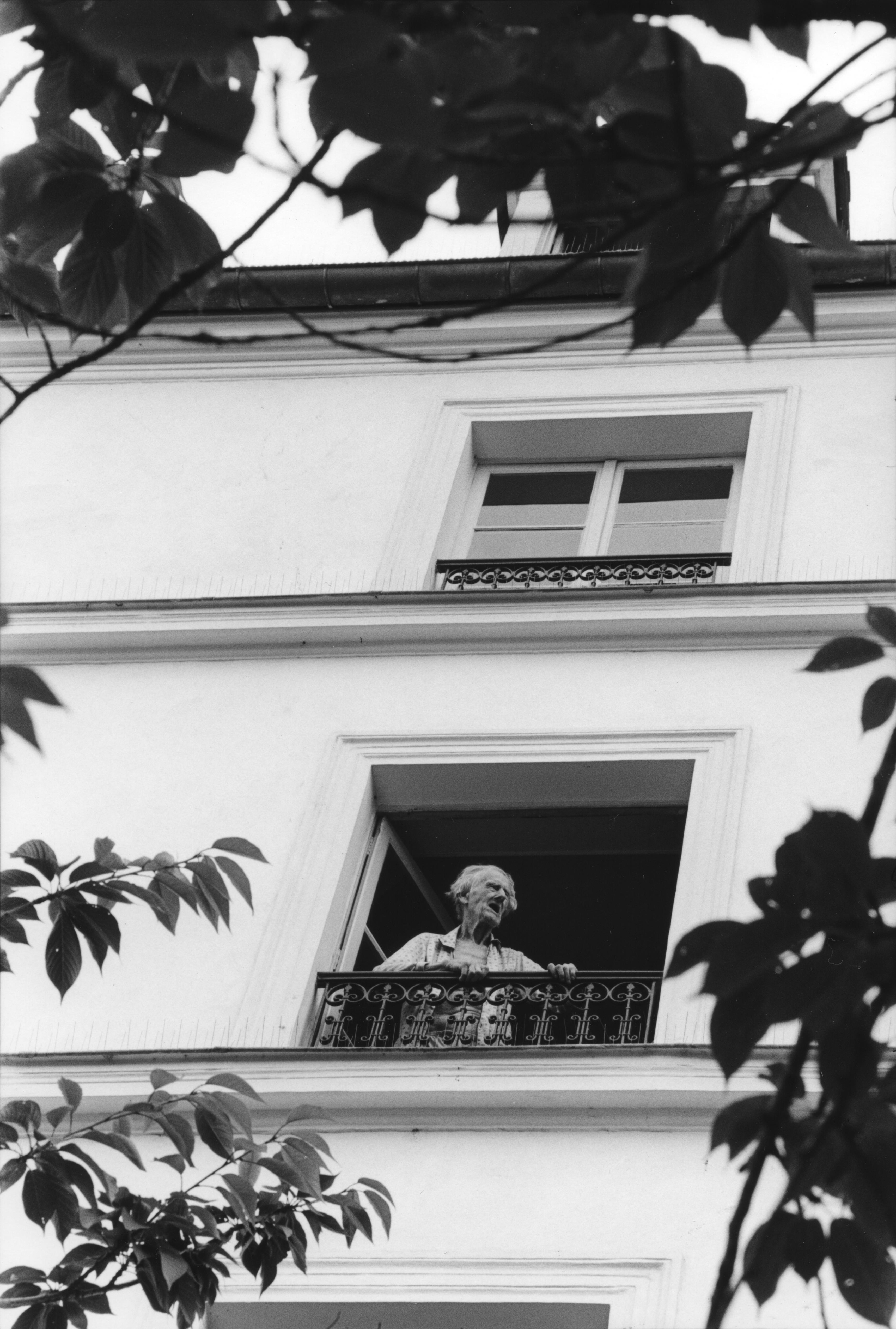
George Whitman photographié en 2008 par Olivier Meyer.

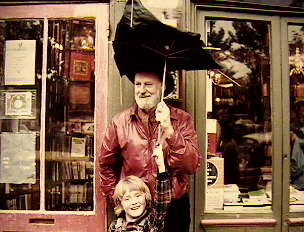
Lawrence Ferlinghetti et la jeune Sylvia Whitman devant la librairie en 1981.

En 1951, une autre librairie anglophone fut ouverte à Paris par l'Américain George Whitman (en), sous l'enseigne Le Mistral, au 37, rue de la Bûcherie. Le magasin devint rapidement un centre de la culture littéraire. En 1964, le nom de cette seconde librairie fut changé en Shakespeare and Company lors du 400e anniversaire de la naissance de William Shakespeare et en hommage à la librairie de Sylvia Beach, qu'il admirait. Dans les années 1950, beaucoup d'écrivains de la Beat Generation, tels qu'Allen Ginsberg, Gregory Corso et William S. Burroughs y logèrent. La fille de Whitman, Sylvia, s'occupe maintenant de la tenue de la boutique, près de la place Saint-Michel et à deux pas de la Seine. Jim Morrison la fréquenta assidûment en 1971. 

« George Whitman tient depuis cinquante ans ce qu’il appelle « une utopie socialiste se faisant passer pour une librairie ». Sa boutique a longtemps été un centre littéraire attirant des gens comme Henry Miller, Richard Wright, et William Burroughs. Plus important encore, George invite, depuis ses débuts, les gens à y vivre. Il affirme que plus de 40 000 personnes ont dormi à un moment ou à un autre dans un des treize lits parmi les livres. Tout ce qu’il vous demande, c’est de faire votre lit le matin, de donner un coup de main à la boutique et de lire un livre par jour. Cinq mois de vie ici m’ont inspiré mon propre ouvrage sur l’endroit. Jeremy Mercer's top 10 bookshops »

### Sylvia Whitman
La fille de George Whitman, Sylvia, reprend la boutique en 2001. Elle a su donner un second souffle à la librairie en organisant plusieurs festivals culturels, qui remportent un franc succès. Par exemple, tous les deux ans depuis 2003 se tient le FestivalandCo qui fait se rencontrer à Paris les écrivains anglophones en vogue et à découvrir. La librairie est également devenue un asile pour les écrivains qui souhaitent rester pour quelques nuits. En contrepartie, il faut respecter certaines conditions : lire un livre par jour, aider deux heures à la boutique, et rédiger une page autobiographique en y joignant une photographie.

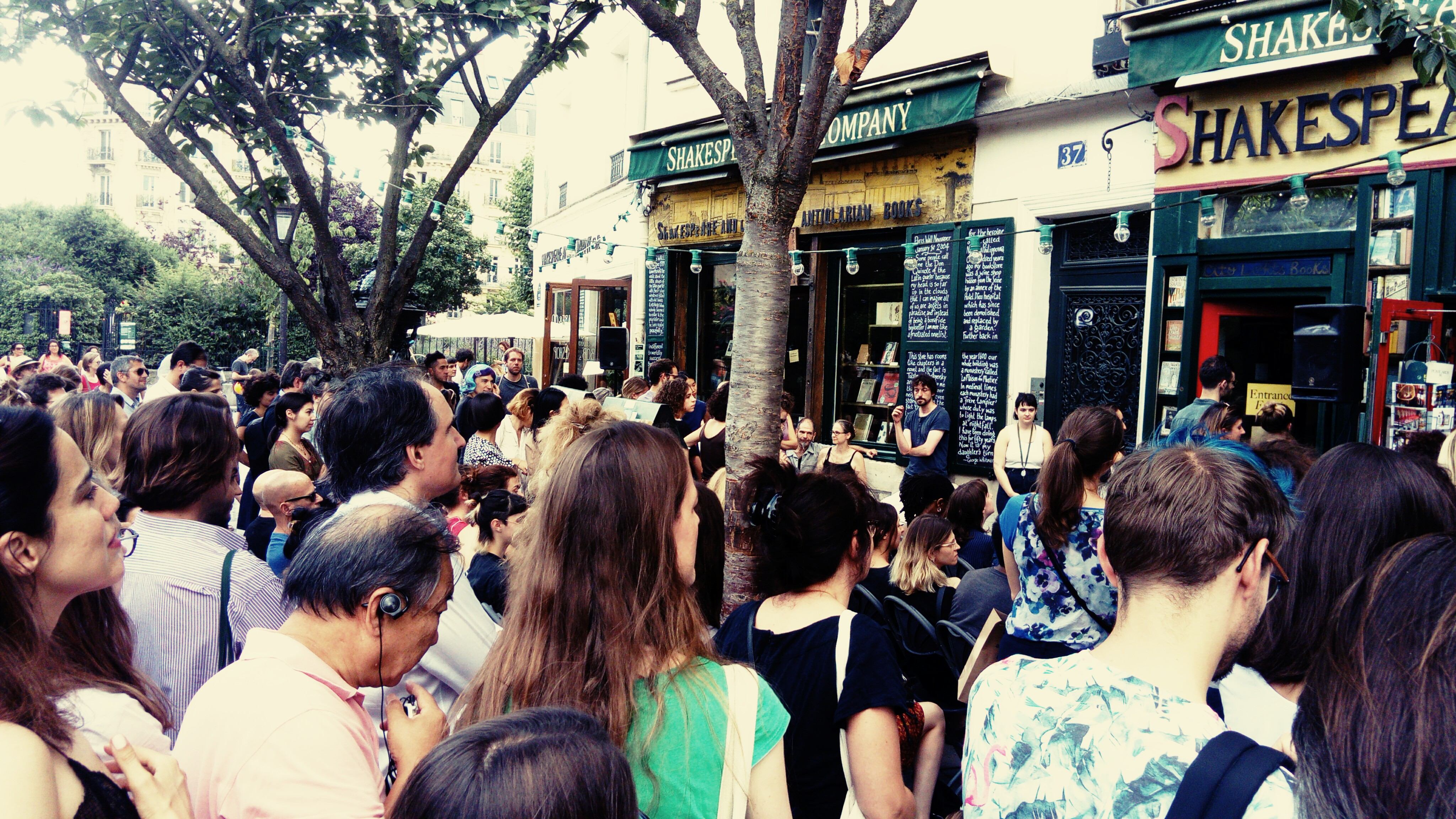
Foule venue écouter la lecture par Kate Tempest d'un de ses poèmes à la librairie, juillet 2018.

Sylvia Whitman dirige la librairie dans un souci de rencontre perpétuelle entre le livre et le lecteur.

« [...] les librairies indépendantes ne sont pas que des magasins où l'on vend et où l'on achète des livres. Ce sont des lieux de découverte, de congrégation, des espaces où l'on peut se perdre et musarder pendant des heures. Ce sont des endroits où l'on peut entendre des auteurs parler de leur travail et leur poser des questions, où l'on peut enrichir le dialogue, progresser et partager des histoires. Tant que ces attentes seront présentes, c'est-à-dire, tant que les humains resteront humains, les librairies indépendantes continueront d'exister. »

L'agencement de la boutique, les animations organisées, telles que la création en 2010 d'un prix littéraire, le Paris Literary Prize (en), ou les lectures hebdomadaires, sont autant de moyens de favoriser cette rencontre.

### Années 2010
Le 14 décembre 2011, George Whitman meurt dans son appartement situé au-dessus de la librairie, deux jours après son 98e anniversaire.
En 2015, Shakespeare and Company ouvre un café en partenariat avec Bob's Bake Shop, dans ce qui fut un garage abandonné depuis 1981. Le café jouxte la librairie et donne une vue imprenable sur la cathédrale Notre-Dame. Il sert principalement des plats végétariens, avec des options vegan et sans-gluten. Depuis 1969, George Whitman avait déjà voulu ouvrir un café littéraire au même endroit.

### Années 2020
Fin octobre 2020, la librairie note que ses ventes ont chuté de 80 % depuis le mois de mars, conséquence de la pandémie de Covid-19. Lors du premier confinement, la librairie a été fermée pendant deux mois et n’a fait aucune vente en ligne, à la suite des conseils du Syndicat de la librairie française. La propriétaire se félicite toutefois d'offres de soutien et d'abonnements à sa formule Year of Reading : cette dernière consiste en l’envoi de douze livres sélectionnés par ses libraires et marqués du cachet de la librairie. Depuis, Shakespeare and Company compte davantage sur son site web pour la vente en ligne.

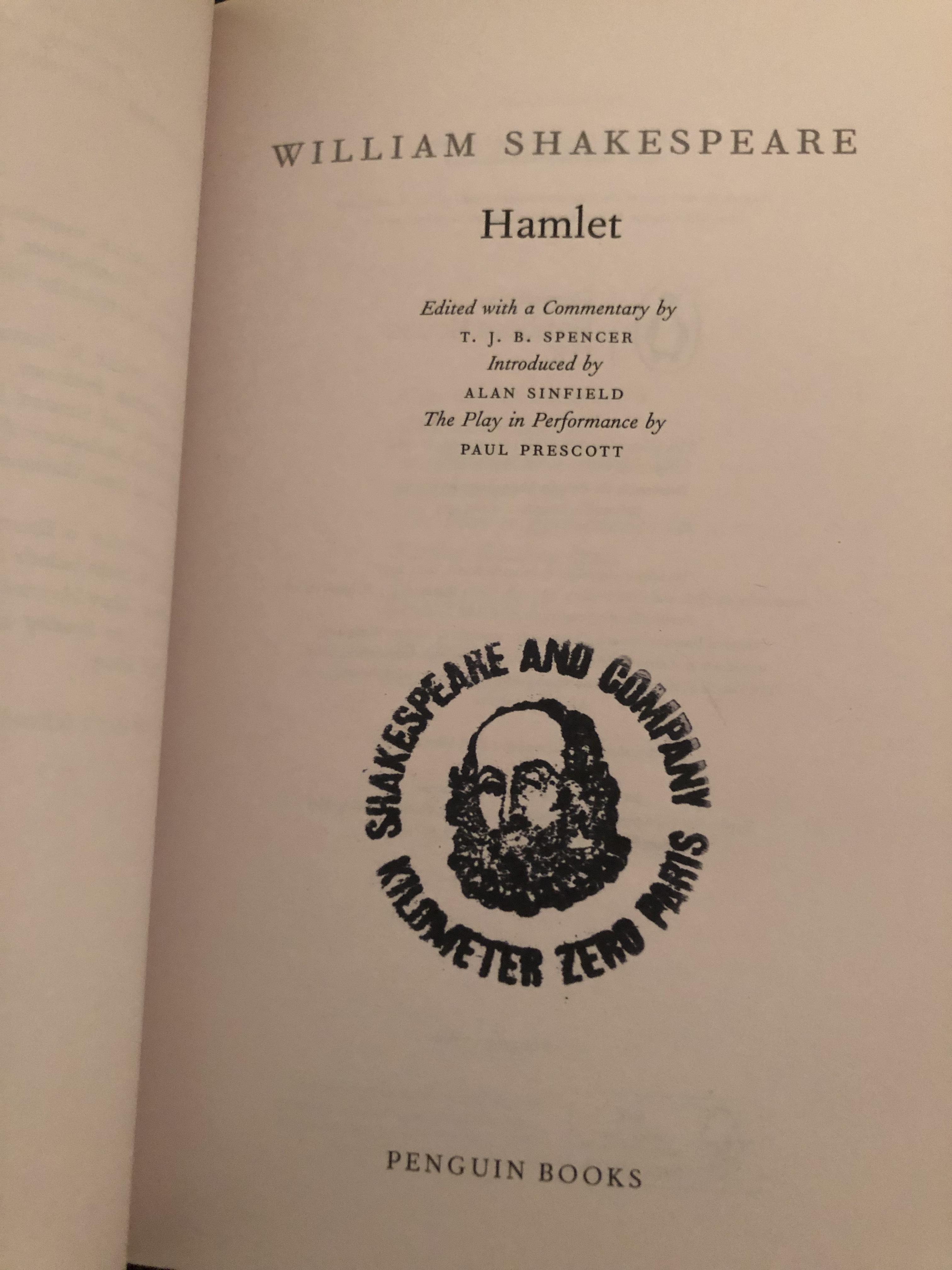
Cachet de la librairie Shakespeare and Company dans un livre dHamlet de William Shakespeare.

## Hommages